# Diglossa sittoides
Diglossa sittoides  (лат.) — вид птиц из семейства танагровых. Птицы обитают на пахотных землях, в пригородных садах, в субтропических и тропических (низменных) влажных и горных кустарниковых зарослях, горных влажных и сильно деградировавших лесах, на высоте 0—3200 метров над уровнем моря. Длина тела 11,5 см, масса около 8 грамм.
Выделяют шесть подвидов:
- Diglossa sittoides hyperythra — северная Колумбия (Сьерра-Невада-де-Санта-Марта) и северная Венесуэла (от Карабобо восточнее до Миранды);
- Diglossa sittoides coelestis — Сьерра-де-Периха (крайний запад Венесуэлы);
- Diglossa sittoides mandeli — гора Турумикире в Сукре, на крайнем северо-востоке Венесуэлы;
- Diglossa sittoides dorbignyi — на венесуэльских Андах от Лара южнее до Тачира и в Колумбии — на восточных склонах западных Анд и на склонах центральных и восточных областей;
- Diglossa sittoides decorata — в Андах Эквадора и Перу южнее до склонов гор Боливии;
- Diglossa sittoides sittoides — Боливия и северо-западная Аргентина.